# Poachelas solitarius
Poachelas solitarius là một loài nhện trong họ Trachelidae.
Loài này thuộc chi Poachelas. Poachelas solitarius được miêu tả năm 2008 bởi Haddad & Lyle.